# Kanzelkopf
Der Kanzelkopf ist ein 489 Meter hoher Berg im Pfälzerwald.

## Geographie

### Lage
Der Berg befindet sich innerhalb des Westteils der Haardt, wie der Ostrand des Pfälzerwaldes bezeichnet wird. Die Westflanke gehört zur Gemarkung einer Waldexklave der Ortsgemeinde Kirrweiler und die Ostflanke zur kreisfreien Stadt Neustadt an der Weinstraße. Somit verläuft die Grenze letzterer und des Landkreises Südliche Weinstraße über den Berg. Östlich erstreckt sich der Studerbildkopf (478,9 m ü. NHN).

### Naturräumliche Zuordnung
1. Großregion 1. Ordnung: Schichtstufenland beiderseits des Oberrheingrabens
2. Großregion 2. Ordnung: Pfälzisch-saarländisches Schichtstufenland
3. Großregion 3. Ordnung: Pfälzerwald
4. Region 4. Ordnung (Haupteinheit): Mittlerer Pfälzerwald
5. Region 5. Ordnung: Haardt

## Natur
Der Kanzelfelsen am Osthang ist als Naturdenkmal eingestuft.

## Kultur
Am Berg befinden sich die Rittersteine 90, 91 und 92.

## Verkehr
Entlang seiner Ostflanke verläuft die Totenkopfstraße, die mit der Landesstraße 514 identisch ist.

## Tourismus
Über den Berg verlaufen ein Wanderweg, der mit einem grün-gelben Kreuz markiert ist und von Bexbach nach Rheingönheim verläuft sowie ein solcher, der mit einem grün-weißen Balken gekennzeichnet ist und von Hertlingshausen bis nach Sankt Martin führt.